# Alvin und die Chipmunks – Der Kinofilm
Alvin und die Chipmunks – Der Kinofilm (Originaltitel: Alvin and the Chipmunks) ist eine Filmkomödie aus dem Jahr 2007 von Regisseur Tim Hill, die Realfilm mit Computeranimation kombiniert und von der Musikgruppe Alvin und die Chipmunks handelt.

## Handlung
Der Baum, den die drei Streifenhörnchen (engl. Chipmunks) Alvin, Simon und Theodore bewohnen, wird gefällt und zusammen mit seinen Bewohnern in das Foyer der Plattenfirma Jett Records gestellt. Als der wenig erfolgreiche Songschreiber Dave Seville mit seinem neuen Lied beim Firmenmanager Ian, der vorgibt, sein Freund zu sein, abgelehnt wird, verlässt er enttäuscht das Gebäude und lässt dabei einen Korb Muffins mitgehen. Nachdem sich die Chipmunks in dem Korb versteckt haben, werden sie von Dave in seine Wohnung mitgenommen. Sie bleiben unentdeckt, bis sie dort ein fürchterliches Chaos anrichten. Dave, der zunächst alles andere als erfreut darüber ist, findet schnell heraus, dass die drei Streifenhörnchen nicht nur sprechen, sondern auch singen können. Bei der Vorstellung der drei singenden Nager bei Ian bringen die drei allerdings wegen Lampenfiebers keinen Ton heraus. Sie wollen ihren Fehler jedoch wiedergutmachen und singen auf eigene Faust in Ians Privathaus vor, der sofort ihr Potenzial erkennt und das große Geld wittert. Die Gruppe hat schnell Erfolg, und auch Dave ist zunächst begeistert und stellt, auf Anraten von Ian, sogar individuelle Kleidung für die drei Chipmunks her.
Doch der Ruhm beginnt Simon, Theodore und besonders Alvin gehörig zu Kopf zu steigen, und sie werden immer ungezogener und verwöhnter. Dave macht ihnen klar, dass sie sich entweder wieder normalisieren sollen oder gleich zu „Onkel Ian“ ziehen können. In der irrigen Annahme, Dave möchte sie nicht mehr bei sich haben, verlassen sie Dave. Ian gibt ihnen gleich ein eigenes Haus, empfängt sie mit Geschenken und stellt die Regel auf, dass es keine Regeln mehr gibt. Doch bald beginnt Ian, das Trio aus Profitgier immer mehr zu fordern, und nimmt ihnen mit zahlreichen Terminen ihren Schlaf, bis sie drohen zusammenzubrechen. Er plant mit seinen Stars eine internationale Konzert-Tournee mit fast täglichen Konzerten. Dave wiederum wird von seinen Lieblingen isoliert und beginnt sie zu vermissen. Als die Chipmunks vor dem Start ihrer Welttournee auch noch heiser werden, lässt Ian ihren Gesang kurzerhand als Playback abspielen. An diesem Abend gelingt es Dave, sich in das Konzert einzuschmuggeln. Die Chipmunks bemerken ihn, reißen sich ihre Kostüme vom Leib, ruinieren die Aufführung und lassen den Schwindel platzen. Doch Ian ist noch nicht fertig: Er fängt sie ein und will mit ihnen auf der nächsten Station in Frankreich das große Geschäft machen. Die Chipmunks können entkommen und versöhnen sich am Ende wieder mit Dave, der mit ihnen zusammen Weihnachten feiert. Am Ende des Films wird gezeigt, wie Ian vergeblich versucht, realen Streifenhörnchen das Singen beizubringen.

## Hintergrund
- Das Haus in dem Dave wohnt hat die Nummer 1958, eine Anspielung auf das Entstehungsjahr der Chipmunks.
- Die Produktionskosten wurden auf einen Betrag von 60 Millionen US-Dollar geschätzt. Der Film spielte in den Kinos weltweit rund 361 Millionen US-Dollar ein, davon 217 Millionen US-Dollar in den USA und 10,9 Millionen US-Dollar in Deutschland.
- Kinostart in den USA war am 14. Dezember 2007, in Deutschland am 20. Dezember 2007.
- Die deutsche Erstausstrahlung im frei empfangbaren Fernsehen erfolgte am 30. Mai 2010 auf RTL. Der Film hatte 2,49 Millionen Zuschauer mit einem Marktanteil von 16,2 %.

## Kritiken
„Eine Mischung aus Real- und Animationsfilm, die tricktechnisch durchaus ansehnlich ist, inhaltlich aber lediglich höchst einfältige Unterhaltung in Anlehnung an eine längst eingemottete Fernsehserie bietet.“

„In ‚Alvin und die Chipmunks‘ stimmt die Grundstimmung, trotz der schlichten Gemüter rund um Singhörnchen Alvin geriet die Geschichte nicht hysterisch oder platt, sondern sie ist halbwegs nachvollziehbar und bietet sogar rührende Momente. […] Die animierten Kleintiere in der realen Welt sind auf den ersten Blick Kinderkram, auf den zweiten aber niedlich und überraschend erträglich.“

„Wenn das wuschelige Hörnchen-Trio erst einmal die Bude ihres unfreiwilligen Gastgebers auf den Kopf stellt und mit zunächst katastrophalen Folgen versucht, ihn mit seiner Verflossenen wieder zu verkuppeln, ist sogar ein Hauch von anarchischem Humor zu spüren. Amüsant auch der persiflierende Blick auf einige in der Musikbranche übliche Geschäftspraktiken und das wilde Popstar-Leben, das die Chipmunks zeitweise führen. Leider geht der Witz in der zweiten Filmhälfte etwas verloren, in der die Handlung mit allzu vorhersehbaren Wendungen auf die Bildung einer artübergreifenden Patchwork-Familie zusteuert.“

„Die Story über die negativen Seiten des Musikgeschäfts, die um die Hörnchen zurechtgebastelt wurde, löst die vorhersehbaren Konflikte denkbar kindereinfach bis zum Familienflauschfinale mit Menschenvati, Menschmutti und drei Schnuffihörnchen. […] Harmlos ist das natürlich, aber, solange sie nicht singen, irgendwie auch verdammt putzig.“

„Weihnachtskompatibel propagiert der Familienstreifen die üblichen Tugenden: Nächsten-, Kinder- und Nagetierliebe. Handlungssprünge, Sentimentalitäten und im Vergleich zur Vorlage maue Charakterausprägungen stören da nicht weiter. Herzerwärmend und charmant.“

## Soundtrack
1. Bad Day – The Chipmunks
2. The Chipmunk Song (Christmas Don't Be Late) – The Chipmunks
3. Follow Me Now – The Chipmunks feat. Jason Gleed
4. How We Roll – The Chipmunks
5. Witch Doctor – The Chipmunks feat. Chris Classic
6. Come Get It – The Chipmunks feat. Rebecca Jones
7. The Chipmunk Song (Christmas Don't Be Late) [DeeTown Rock Mix] – The Chipmunks
8. Funkytown – The Chipmunks
9. Get Your Goin – The Chipmunks
10. Coast 2 Coast – The Chipmunks
11. Mess Around – The Chipmunks
12. Only You (And You Alone) – The Chipmunks
13. Ain't No Party – The Chipmunks feat. Chris Classic and Rebecca Jones
14. Get Munk'd – The Chipmunks feat. Al D

## Auszeichnungen
- Nickelodeon Kids’ Choice Awards 2008, Kategorie Lieblings-Kinofilm
- Young Artist Awards 2008, nominiert für den Besten Familienfilm
- BMI Film & TV Awards 2008, nominiert für BMI Film Music Award

## Fortsetzungen
Die Fortsetzung Alvin und die Chipmunks 2 (Originaltitel: Alvin and the Chipmunks: The Squeakquel) kam in den Vereinigten Staaten am 23. Dezember 2009 in die Kinos, in Deutschland am 24. Dezember 2009. 2011 und 2015 folgten Alvin und die Chipmunks 3: Chipbruch und Alvin und die Chipmunks: Road Chip als weitere Teile der Reihe.